# Сунгурово (Костромская область)
Сунгурово — село в Красносельском районе Костромской области.
Расположено на левом берегу Волги в 9 км к востоку от посёлка Красное-на-Волге и в 40 км к юго-востоку от Костромы.

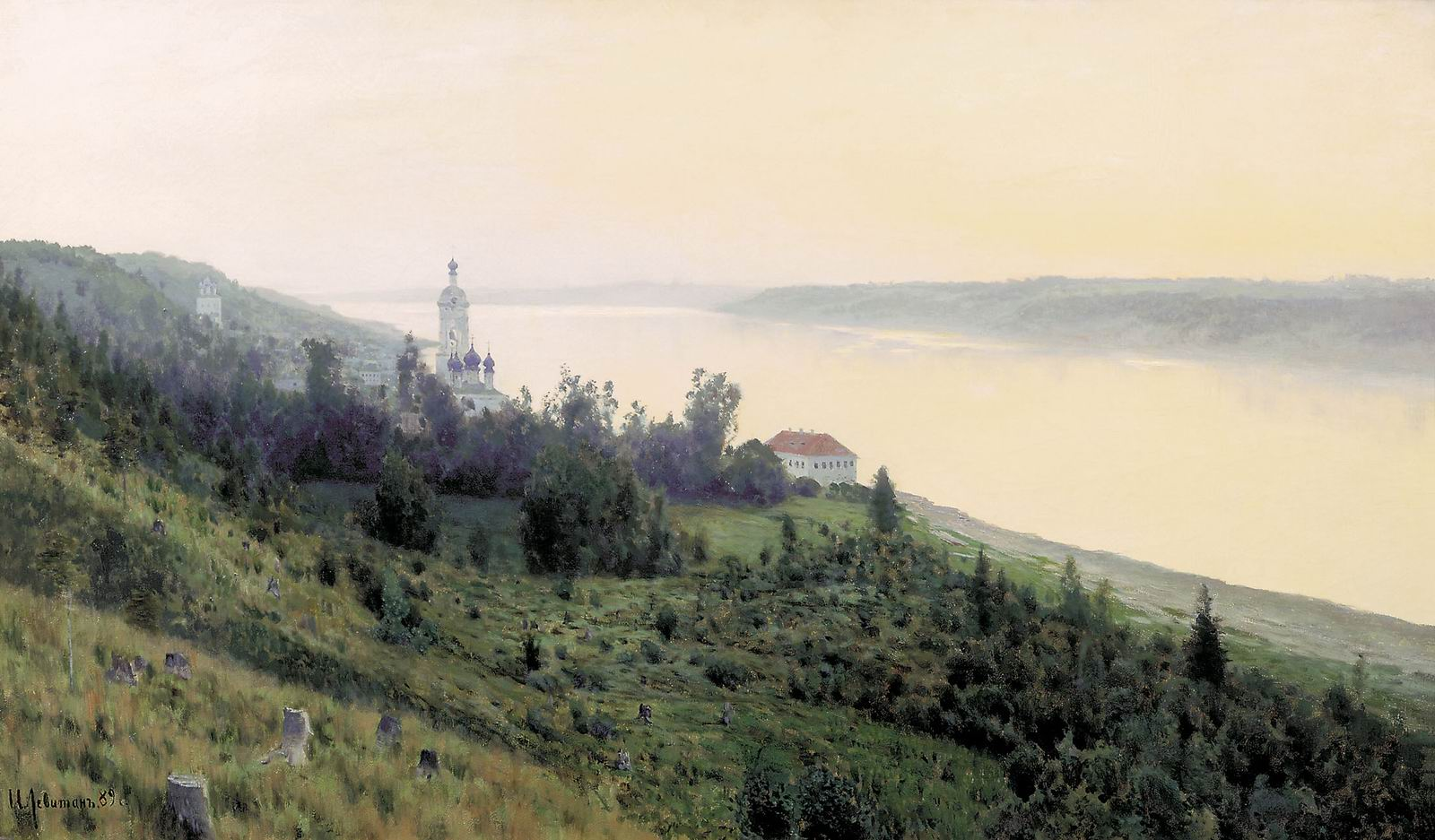
Известный художник Левитан изобразил Сунгурово на своей картине «Золотой Плёс»

| 2008 | 2010 | 2014 |
| ---- | ---- | ---- |
| 25   | ↘10  | ↗18  |